# Banias-512
Banias-512 è il nome con cui ci si riferisce per identificare la prima generazione di processori Celeron M, versione ridotta della più blasonata CPU mobile prodotta da Intel, il Pentium M con core Banias.

## Caratteristiche tecniche
Come il nome stesso fa intuire si tratta di una versione semplificata di Banias con solo 512 KB di cache L2 (Banias vanta invece una cache di 1 MB), e non integra la tecnologia Intel SpeedStep per il risparmio energetico, al fine di contenerne i costi di produzione. È stato sviluppato per poter essere integrato nei portatili a basso costo, pur mantenendo le altre caratteristiche peculiari dell'architettura, tra cui supporto alle MMX, SSE ed SSE2 e ovviamente processo produttivo a 130 nm.

## Modelli
La tabella seguente mostra tutti i modelli di Celeron M, basati sul core Banias-512, arrivati sul mercato. Molti di questi condividono caratteristiche comuni pur essendo basati su core diversi; per questo motivo, allo scopo di rendere maggiormente evidente tali affinità e "alleggerire" la visualizzazione alcune colonne mostrano un valore comune a più righe. Di seguito anche una legenda dei termini (alcuni abbreviati) usati per l'intestazione delle colonne:
- Nome Commerciale: si intende il nome con cui è stato immesso in commercio quel particolare esemplare.
- Data: si intende la data di immissione sul mercato di quel particolare esemplare
- Socket: lo zoccolo della scheda madre in cui viene inserito il processore. In questo caso il numero rappresenta oltre al nome anche il numero dei pin di contatto.
- Clock: la frequenza di funzionamento del processore.
- Moltipl.: sta per "Moltiplicatore" ovvero il fattore di moltiplicazione per il quale bisogna moltiplicare la frequenza di bus per ottenere la frequenza del processore.
- Pr.Prod.: sta per "Processo produttivo" e indica tipicamente la dimensione dei gate dei transistors (180 nm, 130 nm, 90 nm).
- Voltag.: sta per "Voltaggio" e indica la tensione di alimentazione del processore.
- Watt: si intende il consumo massimo di quel particolare esemplare.
- Bus: frequenza del bus di sistema.
- Cache: dimensione delle cache di 1º e 2º livello.
- XD-bit: l'implementazione della tecnologia di sicurezza che evita l'esecuzione di codice malevolo sul computer.
- EM64T: implementazione della tecnologia a 64 bit di Intel.
- HT: sta per "Hyper-Threading" e indica l'implementazione della esclusiva tecnologia Intel che consente al sistema operativo di vedere 2 core logici.
- EIST: sta per "Enhanced SpeedStep Technology" ovvero la tecnologia di risparmio energetico sviluppata da Intel e inserita negli ultimi Pentium M per contenere il consumo massimo.
- VT: sta per "Vanderpool Technology", la tecnologia di virtualizzazione che rende possibile l'esecuzione simultanea di più sistemi operativi differenti contemporaneamente.

| Nome Commerciale  | Data       | Socket | Clock   | Moltipl. | Pr.Prod. | Voltag. | Watt   | Bus     | Cache            | XD-bit | EM64T | HT | EIST | VT |
| ----------------- | ---------- | ------ | ------- | -------- | -------- | ------- | ------ | ------- | ---------------- | ------ | ----- | -- | ---- | -- |
| Celeron M 310     | 5/gen/2004 | 479    | 1,2 GHz | 12x      | 130 nm   | 1,356 V | 24,5 W | 400 MHz | L1=64KB L2=512KB | No     | No    | No | No   | No |
| Celeron M 320     | 5/gen/2004 | 479    | 1,3 GHz | 13x      | 130 nm   | 1,356 V | 24,5 W | 400 MHz | L1=64KB L2=512KB | No     | No    | No | No   | No |
| Celeron M 330     | 7/apr/2004 | 479    | 1,4 GHz | 14x      | 130 nm   | 1,356 V | 24,5 W | 400 MHz | L1=64KB L2=512KB | No     | No    | No | No   | No |
| Celeron M 340     | 1/giu/2004 | 479    | 1,5 GHz | 15x      | 130 nm   | 1,356 V | 24,5 W | 400 MHz | L1=64KB L2=512KB | No     | No    | No | No   | No |
| Celeron M ULV 333 | 7/apr/2004 | 479    | 0,9 GHz | 9x       | 130 nm   | 1,004 V | 7 W    | 400 MHz | L1=64KB L2=512KB | No     | No    | No | No   | No |

Nota: la tabella soprastante è un estratto di quella completa contenuta nella pagina del Celeron M.

## Banias-512 anche sui sistemi embedded
A metà 2006, Intel ha annunciato l'intenzione di commercializzare una nuova versione di processore basato sul core Banias-512 con un clock di soli 600 MHz e un consumo di 7 W, in modo da non richiedere l'utilizzo di una ventola per il raffreddamento. Tale CPU è pensata espressamente per i sistemi embedded in concorrenza con i processori Geode NX di AMD.

## Il successore
Banias-512 è stato progressivamente sostituito dal core Dothan-1024 a partire dal 31 agosto 2004, derivato anch'esso dal corrispondente progetto per Pentium M Dothan. Come il nome fa intuire, contiene una cache L2 di 1 MB.